# لابولبينة أنديزية
لابولبينة أنديزية (الاسم العلمي:Laboulbenia andina) هي نوع من الفطريات تتبع جنس اللابولبينة من الفصيلة اللابولبينية.